# Кармишак
Кармишак (рос. Кармышак) —  присілок у Барабінському районі Новосибірської області Російської Федерації.
Входить до складу муніципального утворення Таскаєвська сільрада. Населення становить 185 осіб (2010).

## Історія
Згідно із законом від 2 червня 2004 року органом місцевого самоврядування є Таскаєвська сільрада.

## Населення
| 1926 | 2002 | 2007 | 2010 |
| ---- | ---- | ---- | ---- |
| 395  | ↘210 | ↗228 | ↘185 |